# Menara-Garten

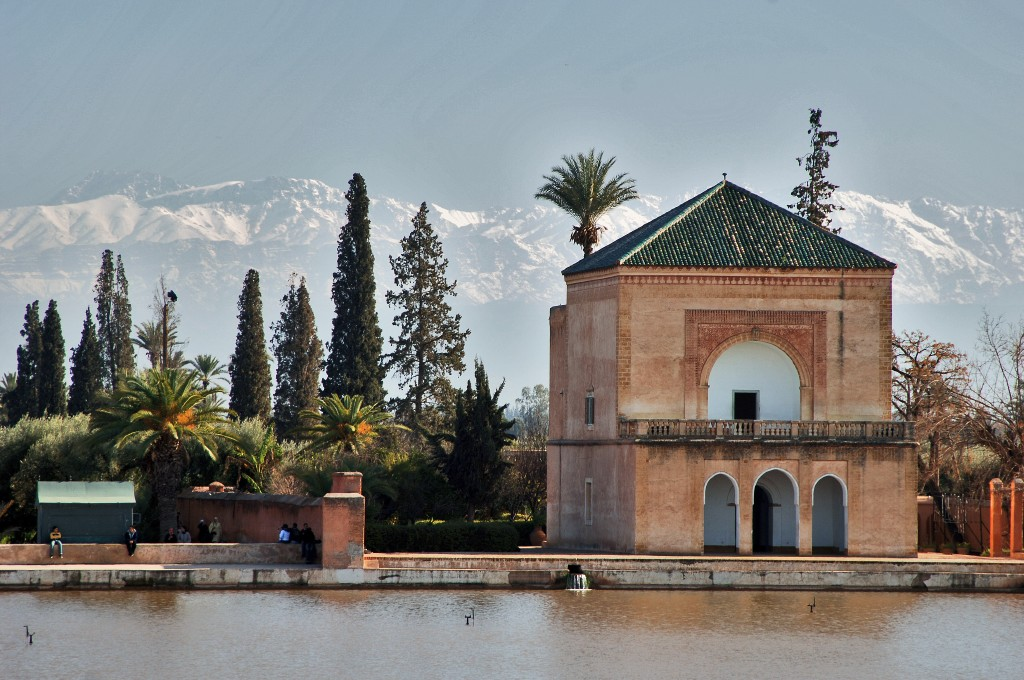
Pavillon im Menara-Garten, im Hintergrund der Hohe Atlas

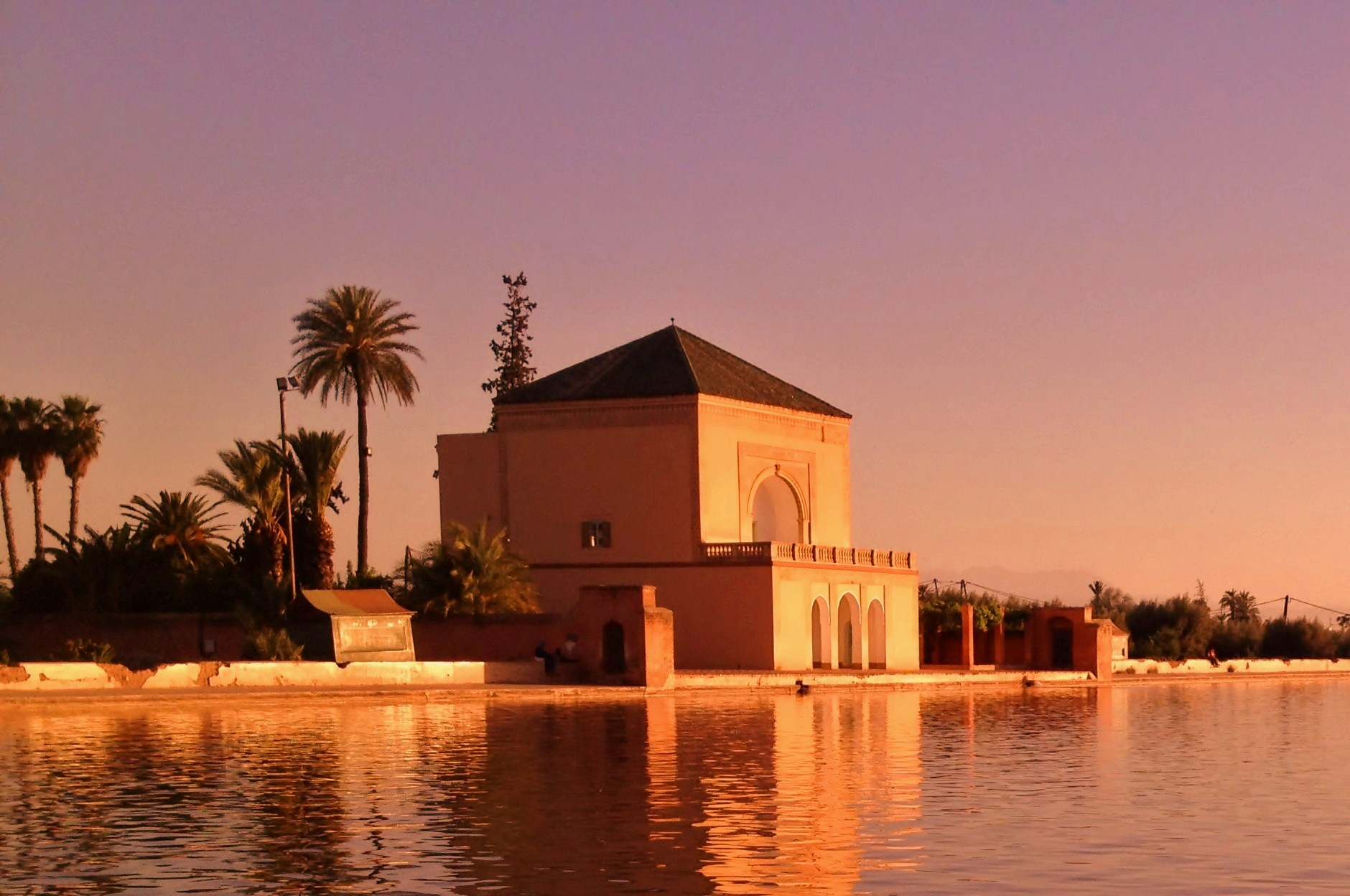
El Menara bei Sonnenuntergang, April 2013

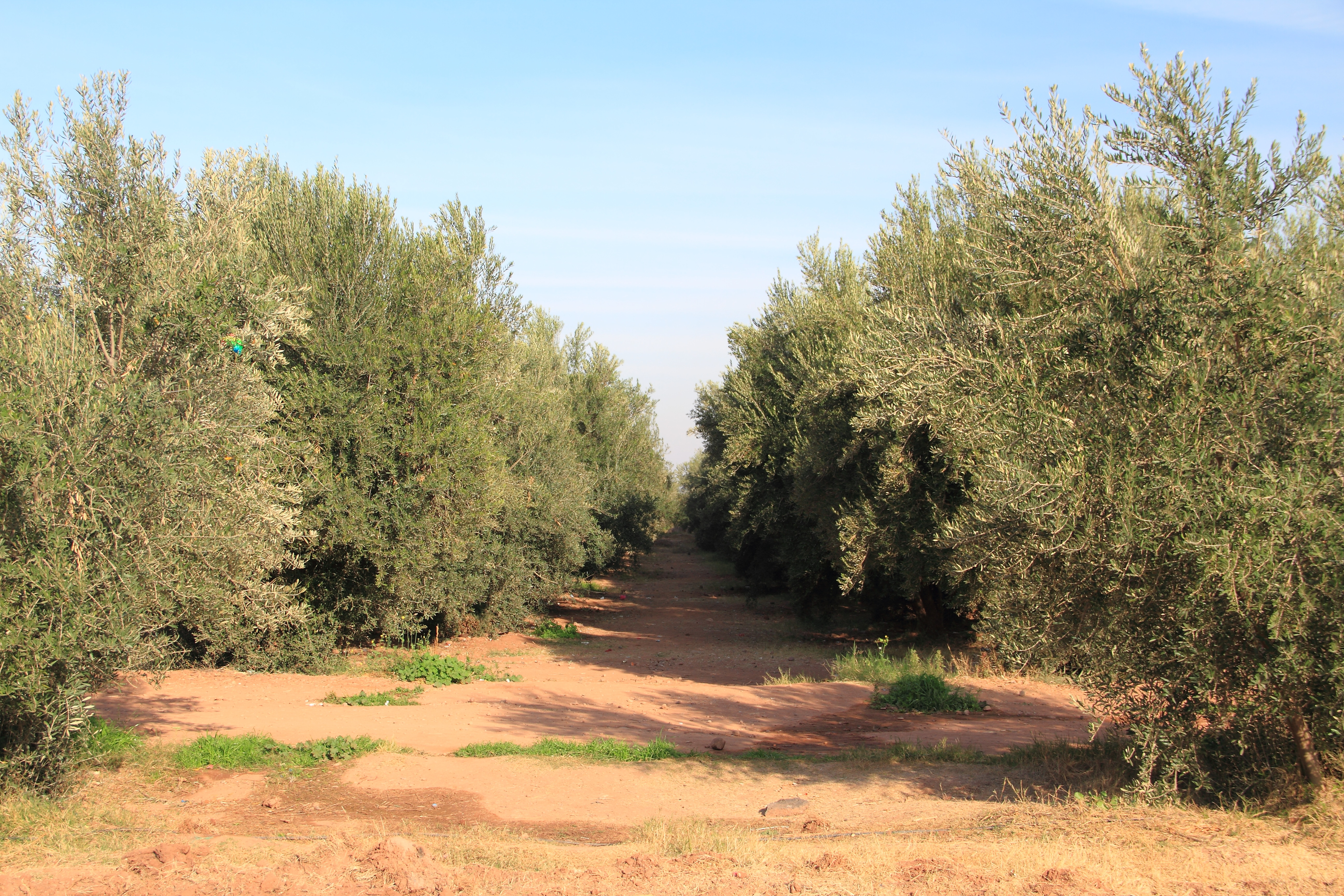
Blick in den Olivenhain des Gartens

Der Menara-Garten (frz. Jardin de la Ménara; arabisch حدائق المنارة, DMG ḥadāʾiq al-manāra) ist ein öffentlicher Stadtpark in Marrakesch.
Der etwa 100 Hektar große Menara-Garten ist um ein zentrales Wasserbecken angelegt, das von Ölbaumplantagen umgeben ist. Bewässert wird der Olivenhain durch ein Wasserbecken in der Mitte, von dem ein weitläufiges Kanalsystem ausgeht.
Er liegt etwa drei Kilometer außerhalb der Stadtmauer und ist an den Wochenenden ein beliebtes Ausflugsziel der Einheimischen.
Der Garten wurde 1156–1157 unter dem Almohaden-Herrscher Abd al-Mu'min angelegt. Seit 1985 steht der Menara-Garten gemeinsam mit der Altstadt von Marrakesch und den Agdal-Gärten auf der Liste des Weltkulturerbe der UNESCO.